# Eduard Sperling (Ringer)
Eduard Sperling (* 29. November 1902 in Hamm; † 24. Februar 1985 in Dortmund) war ein erfolgreicher deutscher Ringer in den 1920ern und 1930ern.

## Werdegang
Sperling begann als Boxer beim SC Alemannia Dortmund, wechselte aber schnell zu den Ringern und erzielte im westfälischen Raum erste Erfolge. Um weiter vorwärtszukommen, wechselte er 1925 nach Nürnberg und trat dem SC 1904 Maxvorstadt Nürnberg bei. Dort wurden seine Fähigkeiten erkannt und unter den Fittichen von Karl Döppel zielbewusst ausgebaut. Schon 1926 zählte er zur deutschen Spitzenklasse im Ringen und blieb in dieser weit über zehn Jahre lang. 1928 kehrte er nach Dortmund zurück und trat dem ASV Heros Dortmund bei.
Eduard Sperling war ein äußerst ehrgeiziger, immer bestens vorbereiteter, draufgängerischer und mit seinen Mitteln nicht zimperlich umgehender, aber stets fairer Ringer. Er rang bei vielen, damals die gesamte Weltelite versammelnden, Turnieren in Skandinavien und wich dabei keinem Gegner aus. Die Erfolge, die er dabei erzielte, waren imponierend. Nach Beendigung seiner aktiven Laufbahn stellte er sich seiner Sportart noch jahrelang als Kampfrichter zur Verfügung.

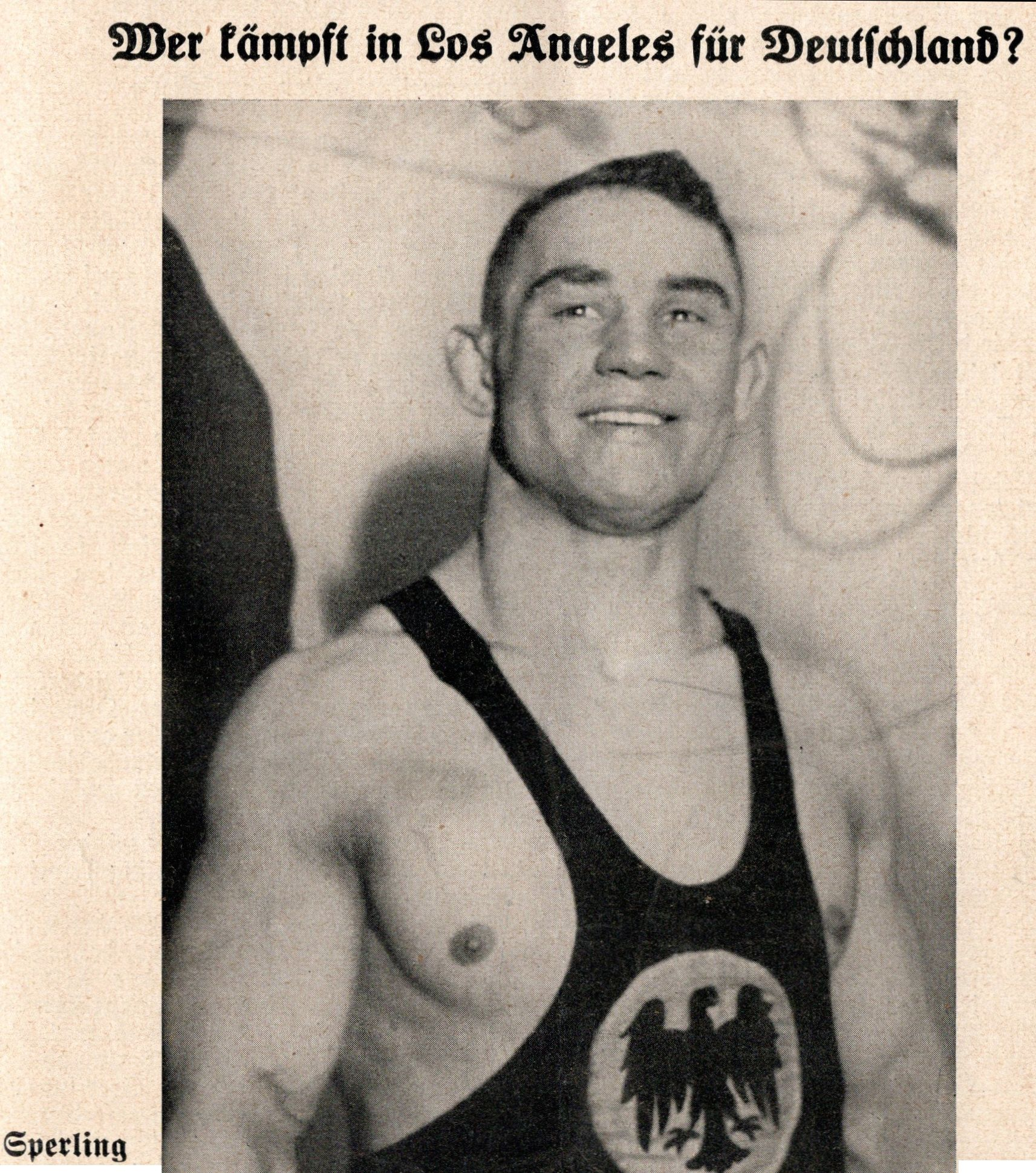
Eduard Sperling

### Internationale Erfolge
- 1927 Europameister in Budapest im Leichtgewicht (griechisch-römischer Stil) mit Siegen über Parisel, Frankreich, Metzner, Jugoslawien, Pettersson, Schweden und Osvald Käpp, Estland,
- 1928 Silbermedaille bei den Olympischen Spielen in Amsterdam im Leichtgewicht (griechisch-römischer Stil) mit Siegen über Postini, Italien, Janssens, Belgien, Blazyca, Polen, Yalaz, Türkei, Edvard Vesterlund, Finnland und Niederlagen gegen Vavra, Tschechoslowakei und Lajos Keresztes, Ungarn,
- 1929 Europameister in Dortmund im Leichtgewicht (griechisch-römischer Stil) mit Siegen über Károly Kárpáti, Ungarn, Aage Meier, Dänemark, Dahl, Norwegen, Tozzi, Italien und Bergström, Schweden,
- 1930 4. Platz bei der Europameisterschaft in Stockholm im Leichtgewicht (griechisch-römischer Stil) nach Siegen über Huupponen, Finnland und Maudr, Tschechoslowakei. Durch eine Punktniederlage gegen Erik Malmberg, Schweden, erreichte er 5 Fehlpunkte und musste vor der Endrunde ausscheiden,
- 1931 Europameister in Prag im Leichtgewicht (griechisch-römischer Stil) mit Siegen über Antti Mäki, Finnland, Nolten, Niederlande, Bajorek, Polen, Voldemar Väli, Estland und Ludwig Schlanger, Österreich,
- 1932 Bronzemedaille Olympische Spiele in Los Angeles (griechisch-römischer Stil). Sperling verlor in der ersten Runde gegen Erik Malmberg nach Punkten und erhielt dafür drei Fehlpunkte. In der zweiten und dritten Runde siegte er über Abraham Kurland, Dänemark und Aarne  Reini, Finnland, jeweils nach Punkten und erhielt dafür je einen Fehlpunkt, hatte also nach der dritten Runde fünf Fehlpunkte und musste ausscheiden. Kurland schulterte in der ersten Runde Miyazaki, Japan, verlor in der zweien Runde gegen Sperling und hatte in der dritten Runde Freilos. In der vierten Runde verlor er gegen Malmberg. Durch das glückliche Freilos erhielt Kurland die Silbermedaille und Sperling musste mit der Bronzemedaille zufrieden sein, obwohl er Kurland überlegen geschlagen hatte. Nach heute gültigen Regeln wäre Sperling Silbermedaillengewinner geworden.
- 1933 Europameisterschaft in Helsinki. Sperling rang wieder im Leichtgewicht (griechisch-römischer Stil) und musste nach einem Sieg über Abraham Kurland aufgeben, weil er sich im nächsten Kampf gegen Reini so verletzt hatte, dass er das Turnier nicht fortführen konnte;
- 1934 4. Platz Europameisterschaft in Rom im Leichtgewicht (griechisch-römischer Stil) mit Siegen über Josef Herda, Tschechoslowakei, Aarne Reini, Finnland, dem späteren Europameister, Borlovan, Jugoslawien, Graßl, Österreich und einer umstrittenen Punktniederlage gegen Abraham Kurland, den er vorher in fünf Kämpfen fünfmal geschlagen hatte;
- 1935 4. Platz Europameisterschaft in Brüssel im Federgewicht (Freistil) mit einem Sieg über Morrell, England und Niederlagen gegen Taucer, Italien und Ferenc Tóth, Ungarn;
- 1938 5. Platz Europameisterschaft in Tallinn im Federgewicht (griechisch-römischer Stil) nach Sieg über Denis Perret, Schweiz und Niederlagen gegen Kustaa Pihlajamäki, Finnland und Solsvik, Norwegen.

In 12 Länderkämpfen, die er für Deutschland bestritt, kam er zu 11 Siegen.

### Nationale Erfolge
- 1926 2. Platz Deutsche Meisterschaft griechisch-römischer Stil hinter Ernst Steinig, Dortmund;
- 1927 1. Platz Deutsche Meisterschaft griechisch-römischer Stil vor Oswald Möchel, Mülheim, und Paul Muschall, Hörde;
- 1931 1. Platz Deutsche Meisterschaft griechisch-römischer Stil vor Otto Krehl, Stuttgart-Untertürkheim, und Fritz Schäfer, Zweibrücken;
- 1932 1. Platz Deutsche Meisterschaft griechisch-römischer Stil vor Jenö Nemeth, Mülheim, und Fritz Weikart, Hörde;
- 1934 3. Platz Deutsche Meisterschaft griechisch-römischer Stil hinter Wolfgang Ehrl, München, und Heinrich Schwarzkopf, Koblenz;
- 1934 1. Platz Deutsche Meisterschaft Freistil vor Ehrl und Weikart;
- 1936 1. Platz Deutsche Meisterschaft griechisch-römischer Stil vor Sebastian Hering, Neuaubing, und Georg Weidner, Stuttgart.

1926 und 1936 startete Sperling im Federgewicht, in den übrigen Jahren im Leichtgewicht.
- 1930 und 1932 errang er mit seinem Verein ASV Heros Dortmund die deutsche Mannschaftsmeisterschaft.